# Tätigkeitsschaden
Tätigkeitsschaden ist ein Begriff aus dem Versicherungsrecht, auch Bearbeitungsschaden genannt. Er betrifft Haftpflichtversicherungen im privaten und beruflichen/gewerblichen Bereich.
Ein Tätigkeitsschaden bzw. Bearbeitungsschaden ist ein Schaden, der durch eine beruflich oder gewerblich bedingte Handlung verursacht worden ist. Beispielsweise liegt ein Tätigkeitsschaden vor, wenn ein Pizzalieferant beim Kunden Sachen verschiebt, um auf der Abstellfläche Platz zum Hinstellen der Pizzakartons zu schaffen, und die Sachen dabei beschädigt werden.
Private Haftpflichtversicherungen schlossen in der Vergangenheit Ansprüche wegen Tätigkeitsschäden regelmäßig aus (§ 4 Ziff. I, 6. b AHB). Diese Ausschlüsse wurden allerdings durch Gerichtsurteile verschiedentlich in ihrer Wirksamkeit begrenzt. Neuere Versicherungstarife bieten unter Umständen einen Versicherungsschutz ohne oder mit geringeren Ausschlüssen an.
In Betriebshaftpflichtversicherungen sind ebenfalls Ausschlüsse von Tätigkeitsschäden/Bearbeitungsschäden möglich. Was genau wirksam unter die Abgrenzung der Ausschlussklauseln fällt, war verschiedentlich Gegenstand von Gerichtsurteilen. Im Übrigen fallen die angebotenen Versicherungssummen für Tätigkeitsschäden häufig erheblich niedriger als die für Schäden anderer Art zu vereinbarende Versicherungssumme. Das wird teilweise erklärt aus dem Interesse der Versicherer, sich nicht an dem unternehmerischen Risiko des Betriebes zu beteiligen, der im Umgang mit fremden Sachen in seiner Tätigkeit zur Sorgfalt verpflichtet ist. Es entspricht allerdings nicht dem Interesse der Unternehmer, für schuldhaft (aber nicht grob fahrlässig oder vorsätzlich) herbeigeführte Schäden nur einen Versicherungsschutz in nicht angemessener Höhe zu erhalten. Anbieter von Betriebshaftpflichtversicherungen bieten in unterschiedlichen Tarifen die Möglichkeit an, die Haftpflichtdeckung für Tätigkeitsschäden/Bearbeitungsschäden durch Abschluss zusätzlicher Bausteine bzw. Klauseln auf realistischere Summen zu erhöhen. Insbesondere im Bauhandwerk (Bauhaupt- und Nebengewerbe) wird das vielfach angeboten; die Prämien dafür sind jedoch sehr unterschiedlich.